# Tours Mercuriales
Tours Mercuriales sunt doi zgârie-nori din Bagnolet, departamentul Seine-Saint-Denis. Clădirile au fost construite în 1975 de către SAEP.
Clădirea din est se numește Tour Levant, iar cea din vest Tour Ponant. Ele făceau parte dintr-un proiect mare pentru un cartier de afaceri la est de Paris, menit să rivalizeze cu cartierul La Défense din vestul orașului.
Arhitectura este inspirată de arhitectura World Trade Center din New York.